# Збирачки хмизу
«Збира́чки хми́зу» — картина французького художника Франсуа Мілле (1814–1875).  Зберігається у Музеї образотворчих мистецтв ім.О.С.Пушкіна (Москва).

## Селянська тема Милле
У Мілле майже неможливо знайти картини великі за розмірами: довжина уславленого полотна «Анжелюс» — 66 см, «Збирачок колосся» — 111 см, «Відпочинку на жнивах» — 116 см.
Маленьким шедевром стали і «Збирачки хмизу», розміром 37 на 45 см. Так французьких жінок ще ніхто не писав. Дві маленькі постаті намагаються витягти суху деревину, що застрягла.
В картині нема ні ефектної композиції, ні яскравих фарб. . Мілле навертав обличчя суспільства до народу, до надмірної праці селян, до співчуття тим, хто важко і страшно працював на землі. Він навертав суспільство і мистецтво Франції до гуманізму. І це перекривало і маленькі розміри картин Міллє, і відсутність колористичних скарбів, театральних жестів, криків тощо. В мистецтво поверталася гірка правда сьогодення.
Його поклик почули. Міллє став авторитетом в живопису. І як завжди, одні закричали про його заполітизованість, інші вбачали в ньому надзвичайність, феномен. Його картини стали добре купувати.

## Провенанс
«Збирачок хмизу» придбав Сергій Третьяков (брат відомого Павла Третьякова), що колекціонував твори митців Західної Європи. Зазвичай він надсилав гроші в Париж своєму агенту, а той, на свій розсуд побачивши гідне, купував і відсилав картини до Москви. У Москві це чи не єдина (окрім ще одного пейзажу) сюжетна картина Мілле.